# Rio Pucumã
Rio Pucumã är ett vattendrag i Brasilien.   Det ligger i delstaten Maranhão, i den östra delen av landet, 1 200 km norr om huvudstaden Brasília.
Omgivningarna runt Rio Pucumã är huvudsakligen savann. Runt Rio Pucumã är det glesbefolkat, med 16 invånare per kvadratkilometer.